# Port-sur-Saône
Port-sur-Saône är en kommun i departementet Haute-Saône i regionen Bourgogne-Franche-Comté i östra Frankrike. Kommunen ligger i kantonen Port-sur-Saône som tillhör arrondissementet Vesoul. År 2022 hade Port-sur-Saône 2 966 invånare.

## Befolkningsutveckling
Antalet invånare i kommunen Port-sur-Saône
| Referens: INSEE |